# Kikuyu-gras
Kikuyu-gras (Pennisetum clandestinum, synoniem: Cenchrus clandestinus) is een plant, die in tropisch laagland groeit en behoort tot de grassenfamilie (Poaceae).
De meest gebruikte Engelse naam is kikuyu grass. De soort komt van nature voor in het gebied van Oost-Afrika waar de Kikuyu stam woont. De plant groeit het beste op voedselrijke leem- en kleigrond onder warme, vochtige omstandigheden, zoals die voorkomen in natte kustgebieden. De plant komt ook voor op zilte grond en zandgrond. De plant verdraagt een lage pH (tot pH 4,5) en is tolerant voor droogte. Kikuyu-gras is tetraploïd en heeft 2n = 4x = 36 chromosomen.
Door de snelle groei en agressiviteit is het in sommige gebieden een schadelijk onkruid. Kikuyu-gras verspreidt zich vegetatief door rizomen en stolonen en generatief door zaad. De soort is te vergelijken met kweek.

## Beschrijving
Kikuyu-gras wordt 30-40 cm hoog en vormt in de grond een dichte mat van rizomen. De plant vormt op de grond ook stolonen. Op de knopen worden graspollen gevormd. het groene, vlakke of naar boven toe langs de middennerf gevouwen blad is 1-15 (30) cm lang en 1-5 (7) mm breed. De bladrand is fijn gezaagd. Het jonge blad is opgerold. De licht geelgroene bladschede is meestal tamelijk dicht behaard met dunne haartjes. Het tongetje bestaat uit een rij haartjes. De bladtop is stomp.

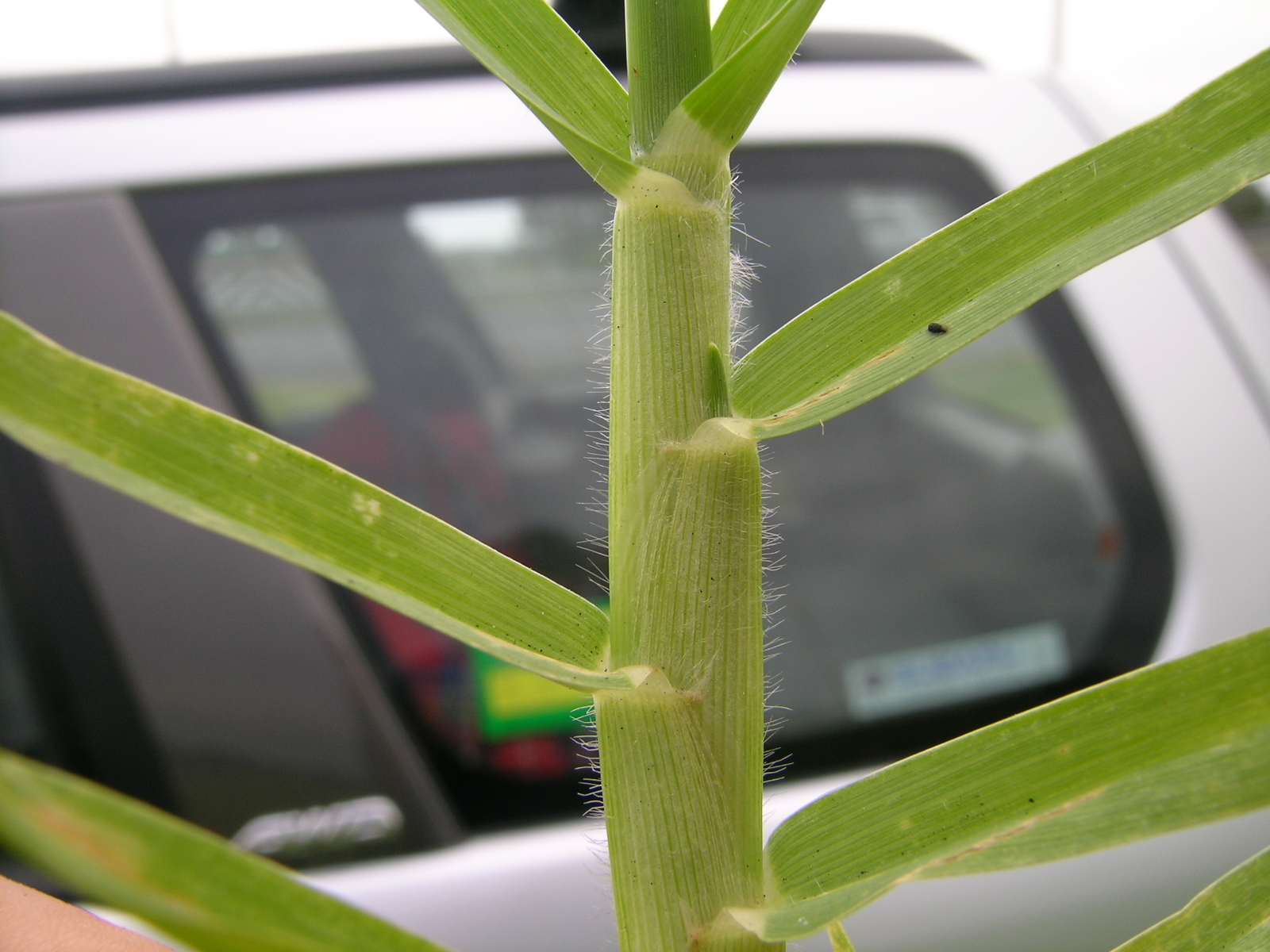
Bladschede met tongetje

De bloeihalmen zijn zeer kort en zitten "verborgen" tussen de bladeren, vandaar de latijnse naam clandestinum. De bladeren van de bloeihalmen zijn korter dan die van de vegetatieve scheuten. Aan de bloeihalm zitten twee tot vier zeer kortgesteelde, 10-20 mm lange aartjes, die twee bloemen bevatten. De onderste bloem is steriel en de bovenste twee- of eenslachtig. De bloem heeft drie meeldraden met tot 30 mm lange helmdraden en 5-7 mm lange helmhokjes. De enkelvoudige, soms gespleten stempel is tot 30 mm lang.

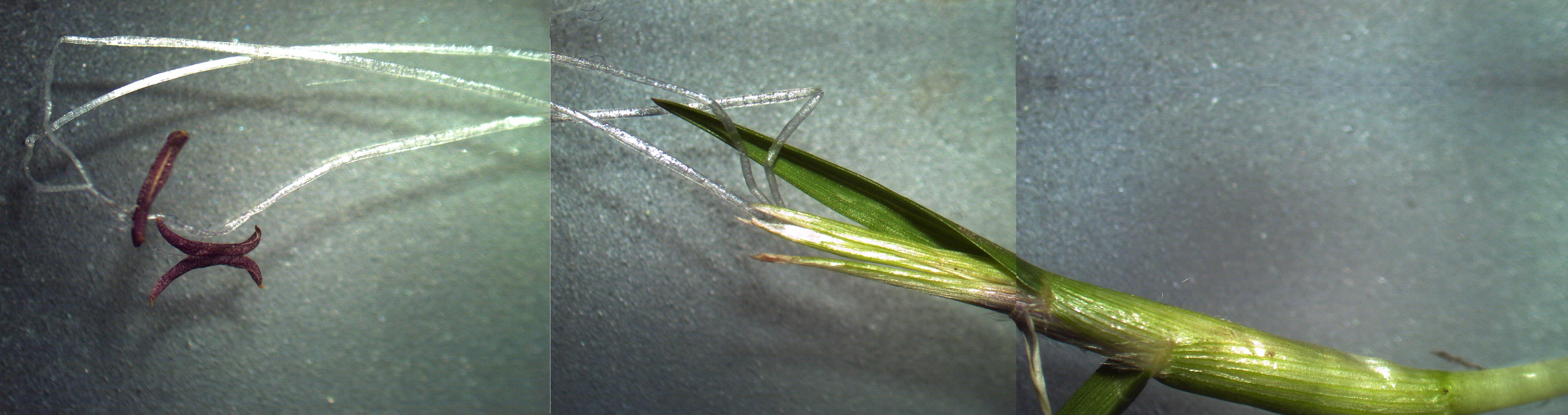
Bloeiwijze

De vrucht is een donkerbruine, 2,5 mm lange en 1,5 mm brede graanvrucht met aan de punt de overgebleven, korte stijl. Een kilogram zaden bevat ongeveer 400.000 zaden (vruchten).

## Gebruik
Kikuyu-gras is een populaire grassoort voor de aanleg van gazons in het Middellandse Zeegebied, Australië, Zuid-Afrika en het zuiden van Californië, omdat de aanleg goedkoop is en de plant tolerant is voor droogte. Voor de aanleg kunnen stukjes rizomen of stolonen worden gebruikt of 1-2 kg zaaizaad per are. Kikuyu-gras kan echter niet tegen veelvuldig maaien en het blad is voor gazondoeleinden nogal grof. Daarnaast wordt het gebruikt als weidegras en is het een voedselbron voor veel vogelsoorten, zoals de hawaiigans (bladeren) en de hanenstaartwidavink (zaden).
In het zuiden van Californië wordt kikuyu-gras algemeen gebruikt voor golfterreinen, omdat het tolerant is voor droogte en het een uitdagende rough vormt.
Ook wordt het gebruikt voor de aanleg van fairways en semi-roughs.

## Ziekten

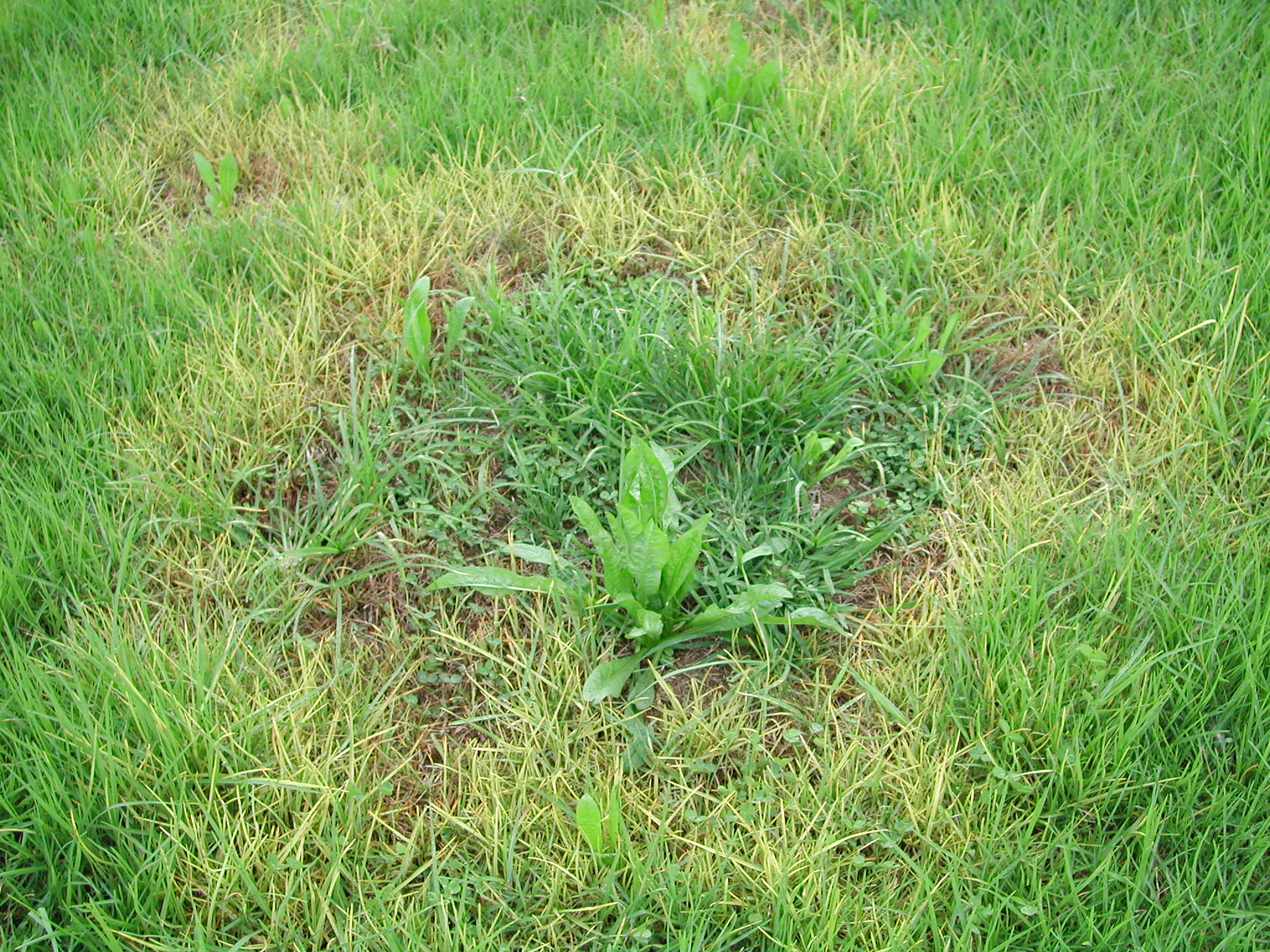
Kikuyu-vergelingsziekte

In Australië worden de wortels van kikuyu-gras in de zomer aangetast door de in de bodem voorkomende waterschimmel Verrucalvus flavofaciens. Deze veroorzaakt kikuyu-vergelingsziekte, waardoor de planten afsterven. De bladvlekkenziekte Pyricularia penniseti veroorzaakt dode bladpunten en bij een ernstige aantasting onder voedselarme omstandigheden sterven de kiemplanten af. Zwarte vlekkenziekte Bipolaris setariae veroorzaakt een karakteristieke zwarte vlek op het blad en vergeling van de bladpunt waardoor het gras minder smakelijk wordt voor het vee. De roest Phakopsora apoda verlaagt de fotosynthetische capaciteit van aangetaste bladeren en daardoor de groei van de grasplant.